# Huis Van Strijen

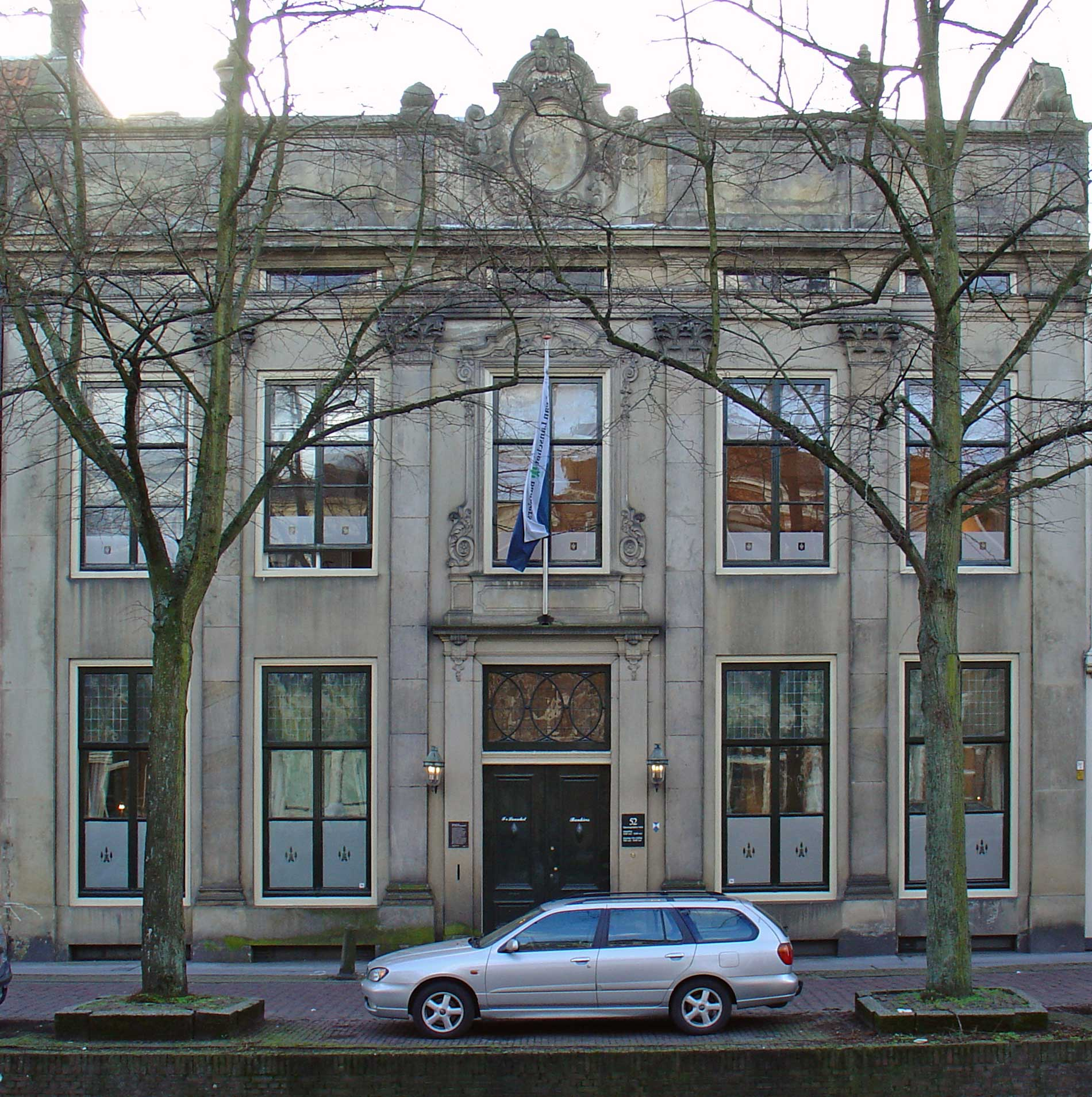
Het stadspaleis Westhaven 52 te Gouda

Het Huis Van Strijen is een patriciërswoning aan de Westhaven in de Nederlandse stad Gouda.

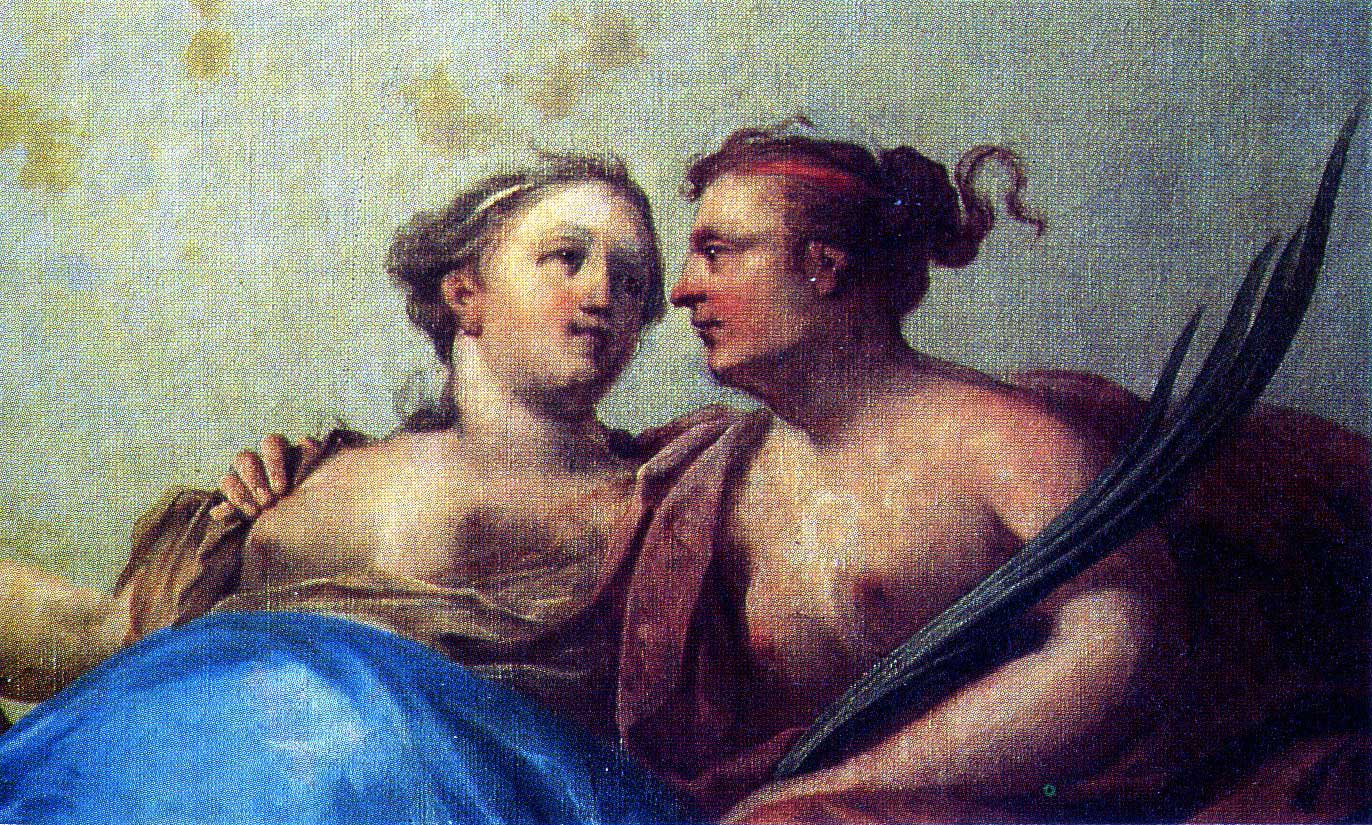
Het samengaan van Recht en Vrede (detail plafondschildering) door Dionys van Nijmegen (1730)

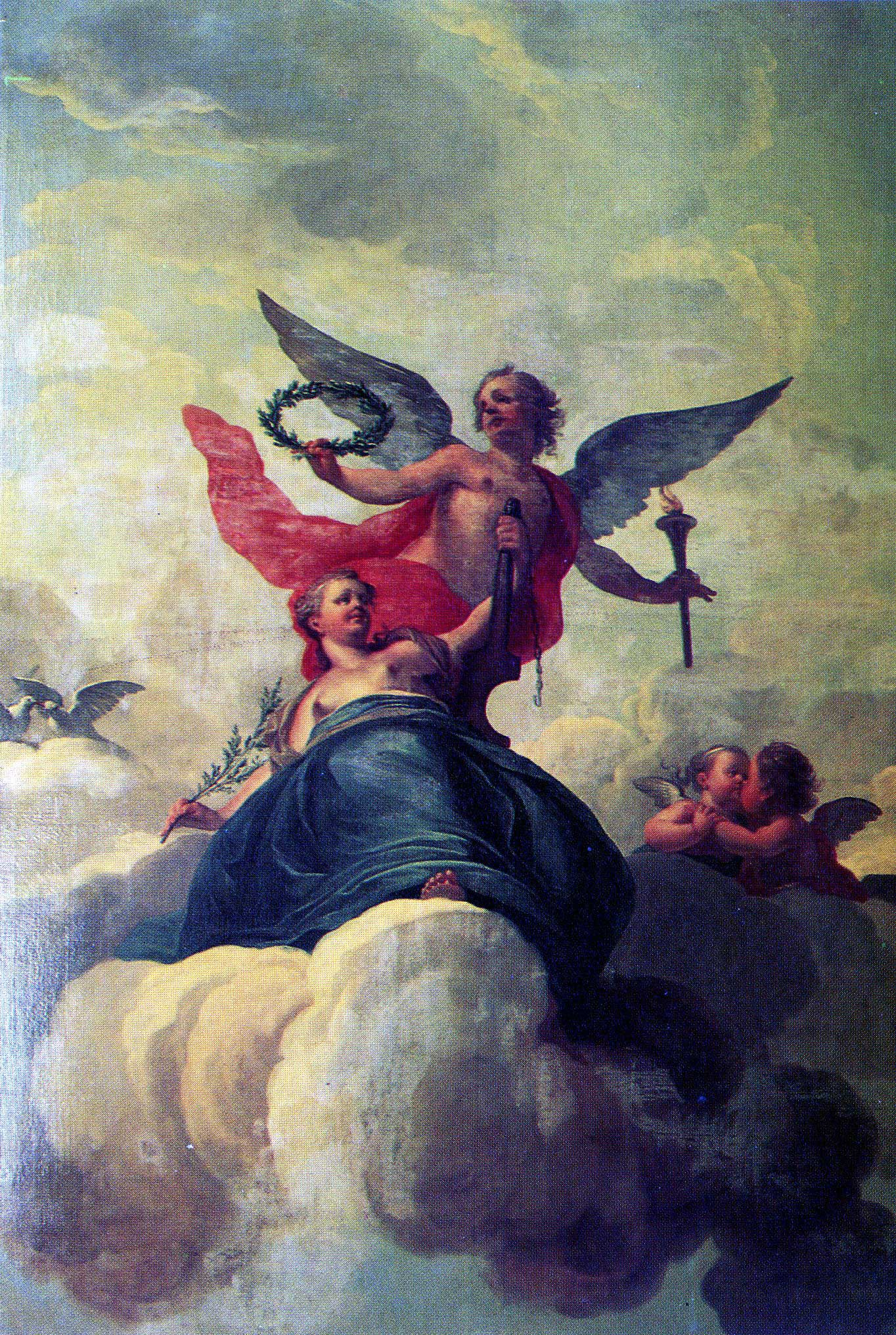
De overheid, een van de plafondschilderingen door Dionys van Nijmegen (1730)

De Goudse burgemeester Willem van Strijen liet in 1728 een nieuwe woning bouwen aan de Westhaven. Voor deze bouw moesten drie middeleeuwse woningen verdwijnen De Twee Hardebollen, De Bijl en Het Wapen van Zeeland, die hij al in 1718 had gekocht. Van Strijen, die zeer vermogend was, liet zijn huis in 1765 na aan zijn schoonzoon burgemeester Adriaan Prins. De Goudse patriot en geschiedschrijver De Lange van Wijngaerden, die was getrouwd met Elisabeth Prins, een kleindochter van Willem van Strijen verkreeg het pand na het overlijden van zijn schoonvader in 1780. De Lange Van Wijngaerden heeft jaren in dit grachtenpand gewoond. Ook burgemeester Lodewijk van Toulon en uitgever Gerrit Benjamin van Goor zijn bewoners van dit stadspaleis geweest.
Na het overlijden van Van Goor in 1871 werd de woning gekocht door Gerardus Jacobus Steens Zijnen, directeur van de Goudse kaarsenfabriek. Hij schonk het pand aan de gemeente Gouda als bewijs van zijne belangstelling in de stad zijner inwoning en van zijn ingenomenheid met de stichting van het gymnasium. Van 1890 tot 1952 was het stedelijk gymnasium hier gevestigd. Na het vertrek van het gymnasium werd het gebouw gekocht door de Kamer van Koophandel. Deze liet het pand verbouwen, waarbij veel schade aan de historische inrichting werd toegebracht. Dit met instemming van het ministerie van Economische Zaken, dat liet weten dat de gelden van handel en industrie niet bestemd waren voor de restauratie van monumenten. Door de verbouwing gingen meerdere onderdelen van het interieur verloren en werd de thematische eenheid van de schilderingen uit hun verband gerukt. Bij restauraties door de huidige eigenaar, Van Lanschot bankiers, is de eerder toegebrachte schade gedeeltelijk weer hersteld.

## Het interieur
Van Strijen gaf bij de bouw van zijn nieuwe huis de opdracht aan Elias van Nijmegen en diens zoon Dionys om de ontwerpen voor de schilderingen in zijn nieuwe woonhuis te maken. Van de door hen gemaakte plafond-, schoorsteen- en bovendeurstukken zijn er elf in het huis bewaard gebleven. Uit latere tijd dateren twee schilderijen die gemaakt zijn rond 1800: een zeegezicht en een winters tafereel. In opdracht van de Kamer van Koophandel werden in 1952 nog een tweetal schoorsteenstukken en een bovendeurstuk, met symbolen van Mercurius, de god van de handel, gemaakt.

## Bewoningsgeschiedeni s
- 1718-1765 Willem van Strijen, burgemeester van Gouda
- 1765-1780 Adriaan Prins, burgemeester van Gouda, gehuwd met Agatha Philippina van Strijen, dochter van Willem van Strijen
- 1780-1816 Cornelis Johan de Lange van Wijngaerden, patriottisch regent, gehuwd met Elisabeth Prins, dochter van Adriaan Prins
- 1816-1831 Lodewijk van Toulon, burgemeester van Gouda, voorzitter Tweede Kamer en gouverneur van Utrecht
- 1831-1836 leegstand
- 1836-1869 Jacob Schouten, kostschoolhouder, gehuwd met Neeltje Begeer, kostschool en mogelijke een pro-gymnasium, na zijn pensionering werd de school voortgezet onder leiding van zijn zwager Hendrik Christiaan Begeer
- 1869-1888 Gerrit Benjamin van Goor, uitgever (vanaf zijn overlijden in 1871 zijn weduwe Anna Weraldina Noman)
- 1889-1952 Coornhert Gymnasium, gekocht door de directeur van de kaarsenfabriek, Gerardus Jacobus Steens Zijnen, die het gebouw schonk aan de gemeente Gouda ten behoeve van de huisvesting van het stedelijk gymnasium
- 1952-1989 Kamer van Koophandel en Fabrieken
- 1989-1996 Assurantiekantoor Van Vliet
- 1996-2015 Van Lanschot bankiers